# لوئیس دکاموئش
لوئیس واز د کاموئس (به پرتغالی:Luís Vaz de Camões) (درگذشت ۱۰ ژوئن ۱۵۸۰)بزرگ‌ترین شاعر پرتغال و زبان پرتغالی است. توانایی او در شعر به حدی بود که او را با ادیبانی مثل: ویلیام شکسپیر، هومر، ویرژیل و دانته آلیگیری مقایسه می‌کنند. او در طول زندگی هنری‌اش اشعار تغزلی و درام‌های زیادی نوشت اما برجسته‌ترین اثرش کتاب حماسی لوسیادها بود.

## زندگی
بسیاری از جزئیات مربوط به زندگی دکاموئش ناشناخته باقی‌مانده‌است، اما احتمال داده می‌شود حدود سال ۱۵۲۴ میلادی متولد شده‌است. لوئیس و از دکاموئش تنها فرزند سیمائو و از دکاموئش بود و همسرش نیز آنا دوسادومک دئو نام داشت. محل به دنیا آمدن او به درستی معلوم نیست؛ اما گمان می‌رود که احتمالاً در لیسبون یا کویمبرا یا النکویر به دنیا آمده باشد.